# Buccellati
Buccellati es una empresa italiana de joyería y relojería fundada originalmente en 1919 en Milán, restructurada posteriormente en 2011 por la fusión de dos empresas anteriores con las marcas existentes Mario Buccellati y Gianmaria Buccellati, que correspondían a los nombres y apellidos de dos maestros orfebres, padre e hijo.

## Historia
En 1919, Mario Buccellati abrió su primera empresa y, tras el establecimiento de tiendas en Milán, Roma y Florencia, inició el desarrollo de su negocio en el extranjero al abrir una nueva tienda en la Quinta Avenida de Nueva York en 1954 y otra en Worth Avenue en Palm Beach, Florida, en 1958. En 1949, el Papa Pío XII le encargó a Mario Buccellati que creara un ícono para la Princesa Margarita del Reino Unido para marcar el extraordinario poder de la primera visita de un miembro de la realeza británica a la Ciudad del Vaticano en cientos de años. Esta obra de arte se puede admirar hoy en el Museo de Arte de Chianciano en Toscana.
En 1965, tras la muerte de Mario, la dirección de la firma quedó a cargo de cuatro de sus cinco hijos. En 1971, la nueva marca Gianmaria Buccellati fue lanzada por uno de los hijos de Mario, quien inició un negocio separado de sus hermanos, y en 2011 llegó a un acuerdo con sus familiares para la marca Buccellati, luego llamada Buccellati Holding Italia, remodelando la empresa.
En diciembre de 2016, Gansu Gangtai Holding Group de China compró una participación mayoritaria del 85% en Buccellati.
En septiembre de 2019, Compagnie Financière Richemont adquirió el 100% de Buccellati de Gangtai. En el mismo año, la Maison celebró su centenario desde su fundación que tuvo lugar en 1919 con la apertura de la primera boutique en Milán, Largo Santa Margherita, junto al famoso Teatro La Scala. La adquisición no tuvo un impacto en los resultados operativos de Richemont en ese año fiscal.

## Expansión
Gianmaria instaló tiendas en París en Plaza Vendôme, Londres, Moscú, Tokio, Osaka, Nagoya, Hong Kong, Milán en Vía Montenapoleone, Costa Smeralda, Isla de Capri, Isla de Elba, Beverly Hills en Rodeo Drive, Aspen y Sídney. Gianmaria ha recibido varios premios por su trabajo como orfebre y empresario. En 2011, luego de la asociación comercial de la familia de marcas, la empresa comenzó a explorar nuevos mercados. En 2013, el fondo de inversión Clessidra se hizo cargo de la mayor parte del capital de la empresa para expandir aún más el negocio a través de tiendas propias que muestran solo la etiqueta Buccellati.